# Wilhelm Crönert
Wilhelm Otto Crönert (Traben, 3 aprile 1874 – Horbach, 8 ottobre 1942) è stato un filologo classico e papirologo tedesco, fra i più importanti del suo tempo.
Insegnò presso l'Università di Strasburgo (1911-1914) ma trascorse gran parte della sua vita nello studio privato. In Germania è soprattutto noto per la rielaborazione del Conciso dizionario della lingua greca di Passow. In Italia, invece, è considerato il fondatore dello sviluppo scientifico e della valorizzazione dei papiri ercolanensi.

## Biografia
Crönert proveniva da una famiglia originaria della Mosella. Frequentò la scuola elementare ad Aquisgrana, il Friedrich-Wilhelm-Gymnasium di Colonia e, nel 1893, sostenne l'esame di maturità a Treviri. Si trasferì poi con la sua famiglia a Halle e studiò presso quella università filologia classica  delle lingue romanze e storia. Fra i suoi insegnanti vi furono il filologo Friedrich Blass, Wilhelm Dittenberger e l'archeologo Carl Robert. Nell'autunno del 1894 Crönert, per due anni, andò a studiare presso l'Università di Gottinga, dove ebbe per maestri il linguista Wilhelm Schulze ed i filologi Friedrich Leo e Ulrich von Wilamowitz-Moellendorff che rimasero particolarmente colpiti dalle sue non comuni doti. Dopo un altro semestre a Hall (estate 1896) ed il semestre invernale 1896 / 1897, si laureò con una tesi sui papiri ercolanensi  relatori Schulze e Wilamowitz. La tesi di Crönert si rivelò fondamentale per lo studio scientifico dei papiri ercolanensi.
Dopo la laurea Crönert visse prima nella sua casa di famiglia a Halle, continuando lo studio dei papiri ercolanensi e approfondendo, nel 1903, i suoi studi all'Università di Bonn con Franz Bücheler e Hermann Usener. Per il sostegno alla sua carriera scientifica fu cruciale l'incoraggiamento del suo maestro Wilamowitz. Wilamowitz già dal 1889 era in contatto con l'editore Wilhelm Ruprecht di Gottinga (Vandenhoeck & Ruprecht) per la riedizione del Conciso dizionario della lingua greca di Passow. L'editore aveva cercato senza successo un revisore. Wilamowitz nel 1898 raccomandò il suo allievo Crönert ed egli firmò un contratto con la casa editrice di Gottinga nel 1899 lavorando per sei anni alla nuova opera.
A causa della prosperità della sua famiglia egli era finanziariamente indipendente e poté costituirsi una grande biblioteca privata nella quale era rappresentata quasi tutta la letteratura greca con edizioni di testi e commenti. Nel 1911 divenne professore di filologia classica presso l'Università di Strasburgo e di lì al 1914 divenne professore associato. Nel periodo 1913-1914 pubblicò i primi tre volumi del suo dizionario greco. L'opera ricevette positiva accoglienza negli ambienti professionali, ma rimase carente per il lungo tempo di elaborazione. Nell'estate del 1914 venne arruolato per partecipare alla prima guerra mondiale e nel maggio del 1918 venne fatto prigioniero dai britannici e tornò a casa solo nell'autunno del 1919.
Dopo l'annessione dell'Alsazia-Lorena da parte della Francia, Crönert non poté tornare alla sua cattedra a Strasburgo. Dovette poi tribolare molto per recuperare le sue carte di lavoro conservate nella cantina del suo appartamento di Strasburgo, ottenendole soltanto nel dicembre 1920. Il resto della sua vita lo trascorse come studioso privato. Visse in una fattoria a Horbach nei pressi di St. Blasien nella Foresta Nera, dove si occupò di agricoltura e scienza allo stesso tempo. Fino alla sua morte continuò a lavorare al suo dizionario, senza mai portarlo a conclusione. Visse molto appartato, ebbe pochi contatti con la sua famiglia e mantenne contatti epistolari con pochi colleghi (soprattutto con i filologi di Friburgo, Otto Immisch e Wolfgang Aly).
Le ultime pubblicazioni prodotte da Crönert risalgono al periodo del nazionalsocialismo. Scrisse articoli di giornale che erano chiaramente conformi ai tempi in cui li redasse. Sulla critica di Benedetto Croce al Terzo Reich (La Germania che abbiamo amata, 1936), rispose con una lettera aperta All'amico dei tedeschi Benedetto Croce a Napoli, il rinnovamento in Germania e il futuro dello spirito tedesco (1937). Il documento conteneva "una miscela di filosofia politica ellenistica  - in particolare Aristotele - e ideologia nazionalsocialista con tutti i suoi slogan" (Ulrich Schindel).
Crönert morì l'8 ottobre 1942 a causa di un infortunio alla gamba occorsogli mentre tagliava la legna. La sua vasta biblioteca venne donata all'Accademia di Scienze e Lettere. I libri vennero catalogati da Emilie Boer nel 1943 e giunsero nel 1946 a Gottinga, dove lui e Ulrich Schindel ne curarono l'inventario. I libri sono stati sistemati in una sala separata della Biblioteca di Gottinga, Dipartimento di filologia classica.

## Opere (selezione)
Dopo le pubblicazione contenute nell'elenco di Frank Martin Beck (vedi sotto), Crönert scrisse 70 articoli e circa 120 recensioni. A questi si aggiungono le seguenti monografie:
- Quaestiones Herculanenses. Göttingen 1898 (tesi di laurea; traduzione italiana Studi Ercolanesi, Napoli, Morano, 1975).
- Memoria Graeca Herculanensis, Berlino 1903 (atti dell'Accademia Prussiana delle Scienze), Ristampa Hildesheim 1963.
- Colote e Menedemos. Testi e studi sul filosofo e storia letteraria, Lipsia 1906.